# コリア・タウン

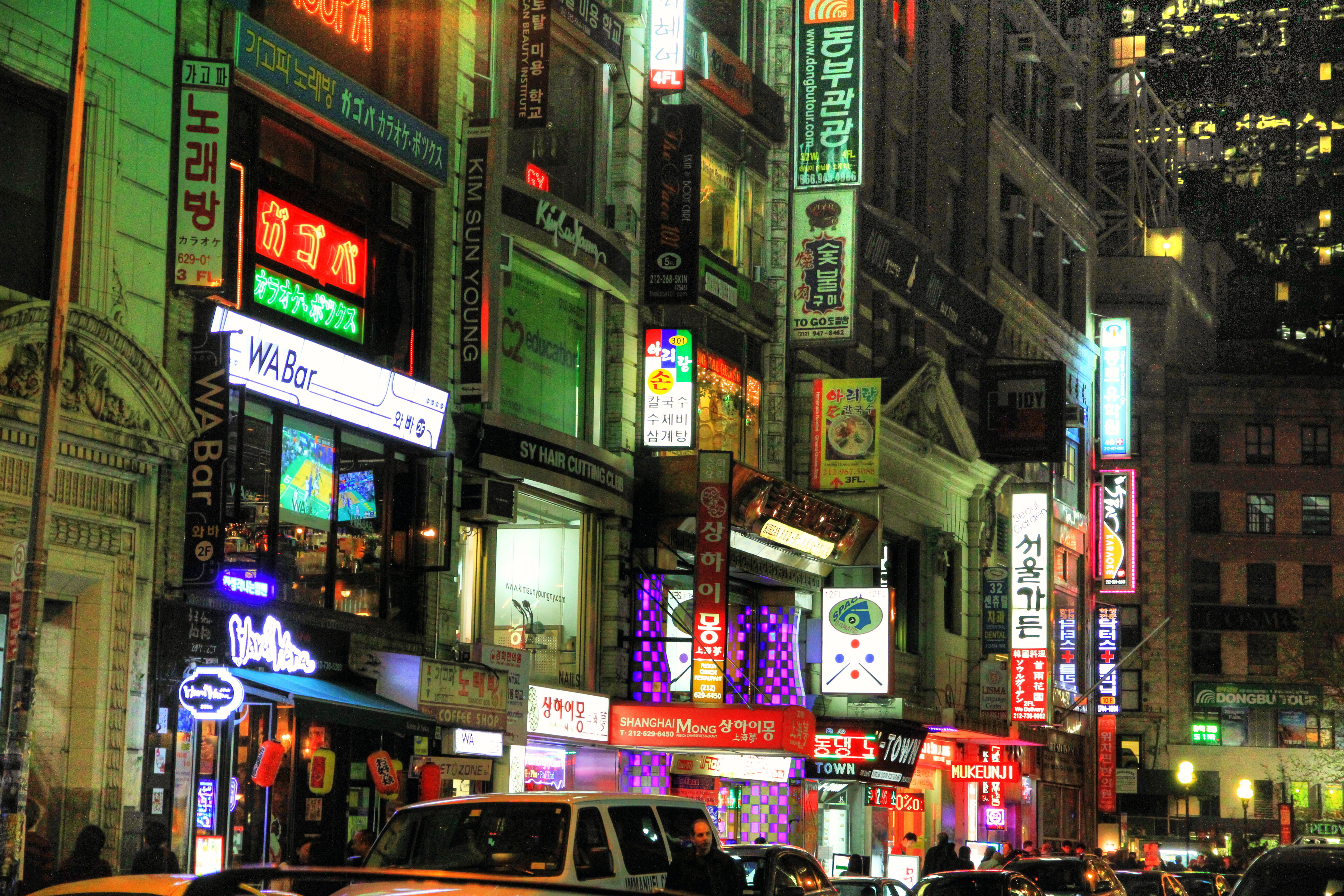
米国 ニューヨーク市・マンハッタンの32番通り（32nd Street, 32丁目）にあるこのようなコリアタウンは、国外に離散した朝鮮民族と朝鮮・韓国からの文化を表している。

コリア・タウン（英語: Korea town、朝鮮語: 코리아타운）、コリアン・タウン（英語：Korean town）とは、世界各地に散在（ディアスポラ、移民も参照）する韓国・朝鮮系住民の集住地。
アメリカ合衆国、中華人民共和国、日本が中心で、ロシア、中央アジアにも一定数が居住する（高麗人）。カナダにも増え始めている。

## アメリカ合衆国
朝鮮半島から米国への移民は1903年に始まったが、1965年に同盟国である大韓民国からの大量移民が認められてから移民数が激増した。現在の在米韓国人数は約200万人に達する。国外最大の韓国人居住国である。
- カリフォルニア州ロサンゼルス：ウィルシャー (Wilshire) 地区は、世界最大のコリア・タウンとして知られる。ウィルシャー地区の東側にはダウンタウン、北側にはハリウッド、西側にはビバリーヒルズ、南側にはサウスセントラル（インナーシティ化している）がある。1960年代から韓国人が増え始め、1980年代にコリアタウンとして繁栄を極めた。1992年のロサンゼルス暴動では多数の韓国系商店が巻き込まれ略奪を受けた。これは、サウスセントラルの暴動が波及したためである。この他、グレンデール、ガーデングローブ、フラートンなどロス郊外には中産階級の韓国人が集住する地区が数ヶ所ある。
- ニューヨーク州ニューヨーク市：近年マンハッタン32丁目に韓国系企業やレストランが多数出現しコリアタウンとなった。ただし、韓国人居住者が多いのはクイーンズ区である。小売や飲食店などの自営業に就く人口と専門職エリートとは棲み分けがある。
- ニュージャージー州バーゲン郡：フォートリーとパリセイズ・パークにコリアタウンがある。
- カリフォルニア州オークランド：サンフランシスコ・ベイエリアに位置し、市内のテレグラフ通りには約6万人の韓国系住民が住む。
- テキサス州ダラス：ダラスの中心街から北西に位置する場所で、正式に名称が付いているわけではないが、ハリー・ハインズ Blvd.とロイヤル Ln.の交差点を中心にその周辺地域が事実上のコリアンタウン化しており、韓国系の個人商店や簡素な商業施設、飲食店や違法風俗店などが集中している。アメリカ南部ではジョージア州アトランタに次いで二番目の大きさである。

## 中華人民共和国
中国東北部の朝鮮国境地帯には、李氏朝鮮時代から朝鮮農民が流入し、日本統治時代に規模が拡大した。現在200万人近くの朝鮮族（中国国籍）が住む。中国朝鮮族の中心地は吉林省延辺朝鮮族自治州延吉市であり、ほかにも州内に琿春市などの朝鮮族人口が漢族人口を上回る都市が多い。
1990年代以降、中韓修交により韓国人のビジネスマンや留学生が大量に中国へ渡り、これらの人々を中心にして新しいコリア・タウンが中国各地に形成されている。比較的歴史が古く規模も大きなものとしては、瀋陽市の西塔が名高い。他に北京市の望京、上海市閔行区の龍柏、長春市の桂林路、丹東市の三馬路などがある。これらのコリア・タウンには、朝鮮族が流入して別途に朝鮮族タウンが形成されている。

## 日本

### 概説

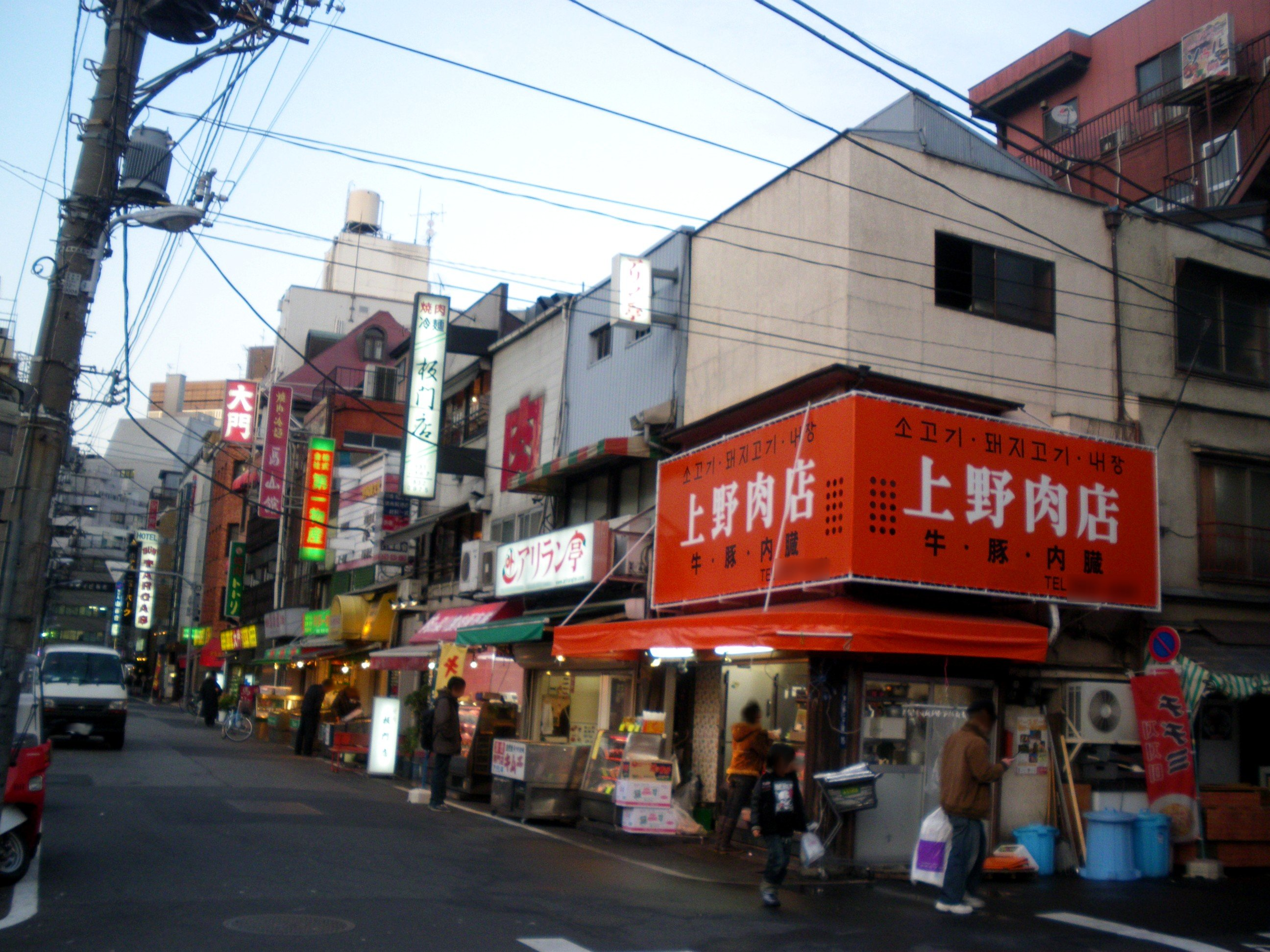
東京都台東区東上野

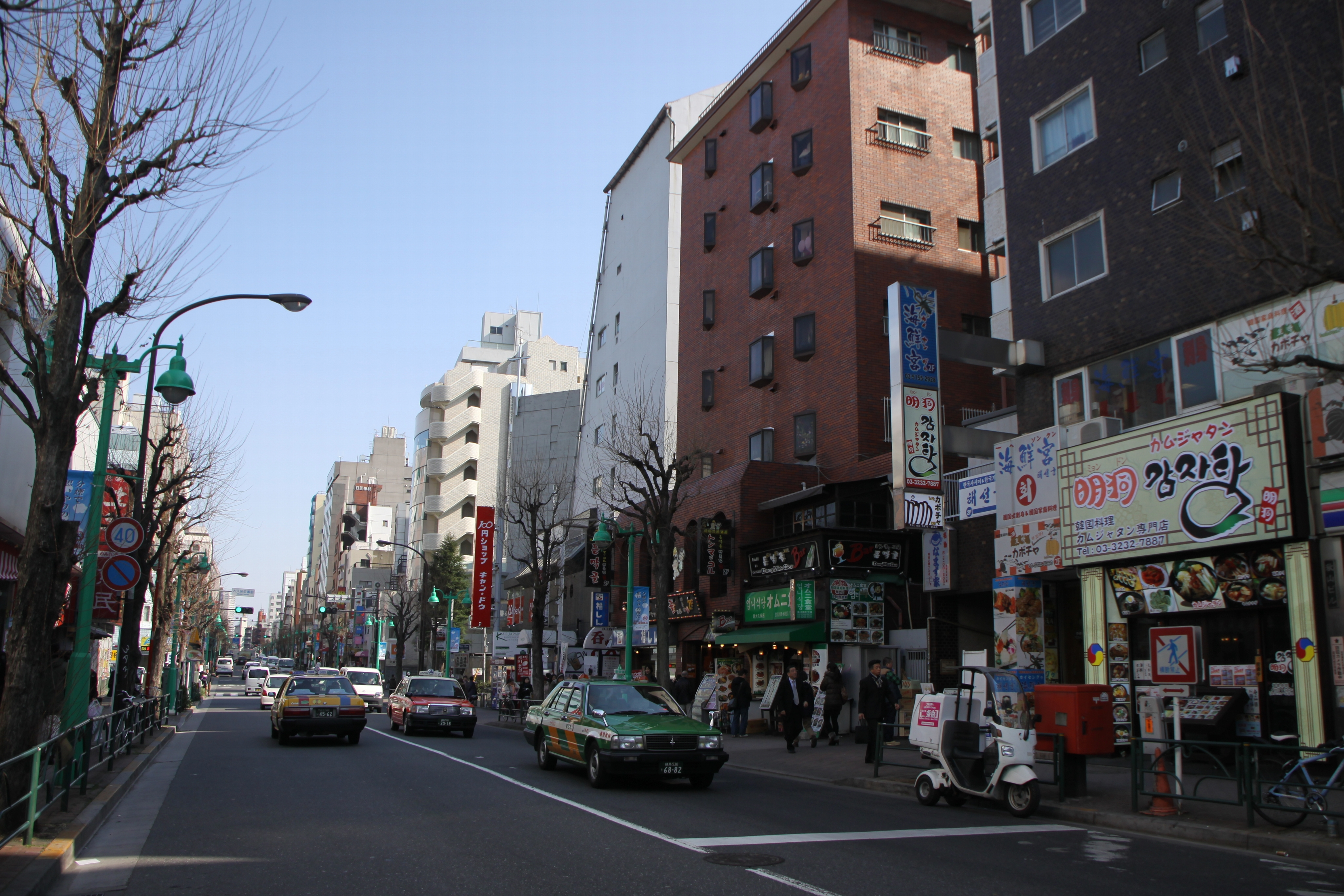
東京都新宿区大久保

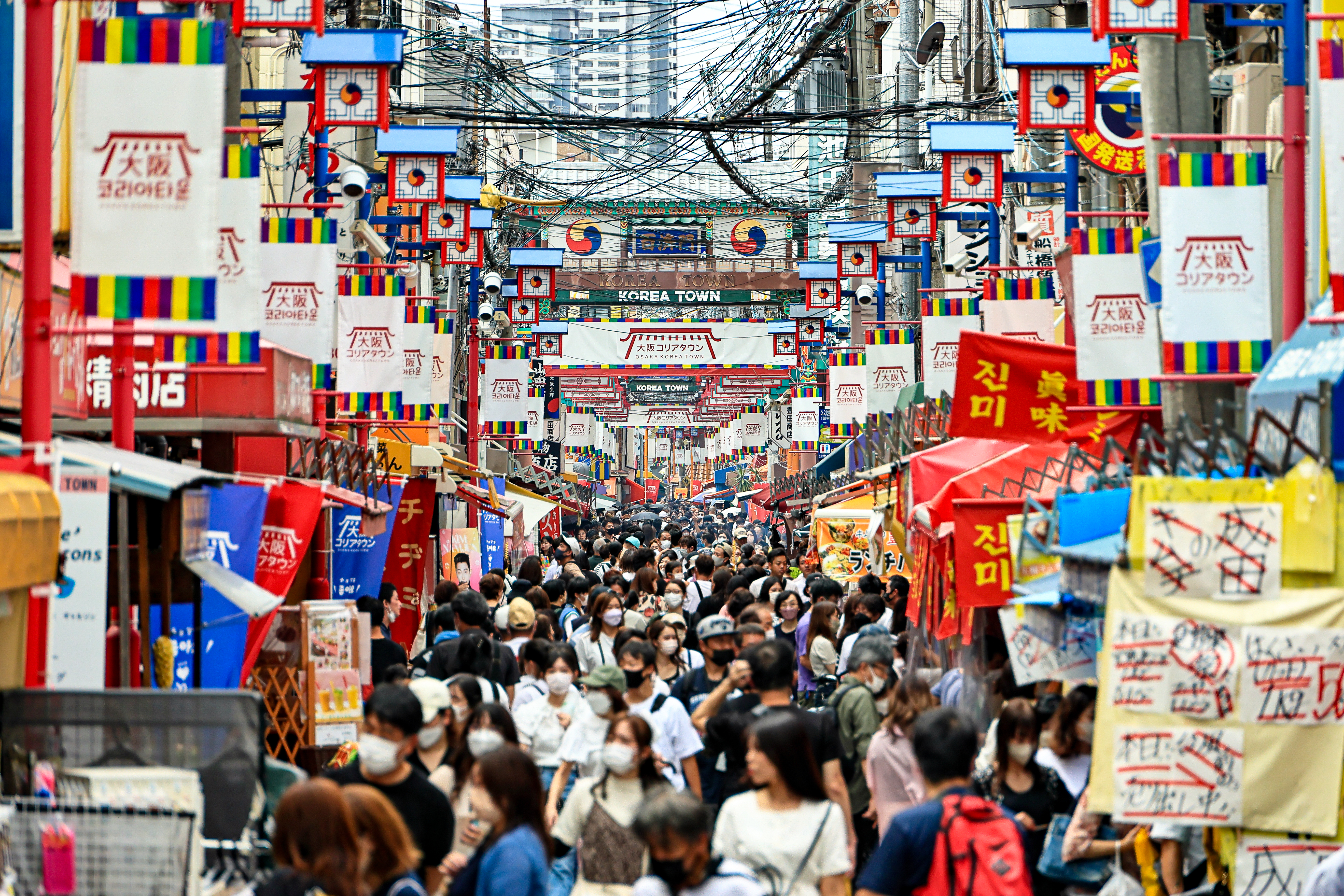
大阪コリアタウン商店街

朝鮮半島の日本統治時代に経済的理由などにより生活の糧を求めて日本へ移入してきた者と、日本の敗戦後に起きた済州島四・三事件や朝鮮戦争の難を逃れて日本へ密航してきた者が多い。
日本に根を下ろして生活しているこれらの子孫を含めた在日韓国・朝鮮人（特別永住者）の数は約27万人（2024年現在）、日本国籍を取得した者（朝鮮系日本人）や、これらの子孫も含めれば、その数は80万人以上にものぼる。
国籍は朝鮮籍から韓国籍への変更が可能（その逆は不可）なため、現在では時代変化に応じた国籍取得による韓国籍者が多い。なお、在日韓国・朝鮮人に限らず外国人は、本名とは別の日本氏に対応した通称の利用が法的に可能であり、マスコミ報道では、会社の方針によって通称のみが報道されたり、本名と併用されることもある。
また、1965年（昭和40年）の日韓国交正常化後に日本に渡航してきた者も相当数在留している。1983年（昭和58年）に当時の内閣総理大臣中曽根康弘が「21世紀初頭までに留学生の受け入れ数を10万人とする」とした政策目標を発表した。政策実現には査証（ビザ）の緩和政策が含まれ、結果としてパートタイム労働における外国人労働者の市場開放がなされた。そのため、経済格差のある韓国からも多数の留学生が日本にやってきた。
この政策以降、新たに日本に来た在留外国人を「ニューカマー」というようになったが、特にバブル景気以降に日本へ来た者を言う場合もある。短期在留傾向の強いニューカマーの実態はつかみづらい。毎年170万人を超える日本への韓国人入国者のうち、一定の割合が出稼ぎ化しているものと見られる。さらに日本海沿岸地域の港湾部、特に定期航路（旅客・貨客）がある下関港（関釜フェリー）や博多港を抱える下関都市圏、北九州都市圏（両方をまとめて関門都市圏とも言う）では半定住化している例もあり、山口県下関市には下関駅付近に事実上のコリア・タウンであるグリーンモール商店街が存在する。
長期在留のニューカマーは合法的な在留資格を持つ者がほとんどであるが、在留期限の切れた違法状態（オーバーステイ）の者もある程度存在するため、こちらも実態をつかむのは困難である。統計的には、韓国・朝鮮の一般永住者が約7.6万人（2024年）となっている。これらのニューカマーは日本統治時代の政策とは関係がなく、戦後の韓国の教育を受けているため、在日韓国・朝鮮人との間に考え方や文化の差があり、外国にいる日系三世と在留邦人との関係に似て溝がある。特に首都圏などの大都市には新宿区の大久保、大阪市生野区の鶴橋といった大規模なコリア・タウンが存在し、日本の中の韓国「パスポートのいらない韓国」として紹介されることがある。

### 東北・北海道地方
韓国と気候（特に冬）が似ているが、都市圏に在日外国人が多くなる傾向があり、都市部があまりない東北地方には、大きなコリアンタウンは存在しない。しかし過疎化による人口不足で農村男性の婚姻率が下がったため、ジャパゆきさんブームでコリアンパブで知り合ったり、韓国や中国、フィリピンなど東南アジアに「お見合いツアー」を出すなどもしている。在日韓国・朝鮮人も全体的に居住しており、岩手県の盛岡冷麺のようにその土地の食文化として定着した例もある。

#### 山形県
- 戸沢村：嫁不足に伴って韓国から花嫁を募ったため、韓国籍の女性が多い。道の駅とざわでは韓国の歴史や文化を紹介する「民族資料館」の他、店内ではキムチソフトクリームなども販売している。

### 関東地方
東京にはニューカマーの数が多いため、ニューカマーのみでコリア・タウンが成立することも可能である。在日韓国・朝鮮人によるコリア・タウンや、在日とニューカマーの混在型コリア・タウン、富裕層のニューカマーのみのコリア・タウンなど、コリア・タウンの形態は雑多である。またコリアン系に限らず、ニューカマーを中心に外国人が多数流入して在住し「多国籍タウン」と化している地域もある。
2024年の公式統計によれば、東京都在住のコリアン人口は約9.6万人。

#### 埼玉県
- 川口市・蕨市：隣り合う西川口駅から蕨駅にかけて多くの外国人が住んでおり、ハングルの看板が多数存在する。また歴史上、朝鮮からの渡来人が多数集められ（高麗郡、新座郡）、これらは明治半ばまで存続し、改名しただけでそのまま残っているので、ゆかりの集落（高麗神社、にいくらの里）等が多い。

#### 千葉県
- 千葉市：中央区栄町を中心にコリア系の風俗店や飲食店が集中している。現在の栄町は、韓国からのニューカマーが中心となっている。中央区新宿2丁目には韓国民団会館、在日大韓基督教会千葉教会[4]がある。
- 船橋市：千葉市栄町に次ぐ県内の在日コリアン集住地。戦後「日本の上海」の異名を持つほど闇市が栄えた町で、旧朝鮮総連や韓国民団の施設などがある[5]。また在日大韓基督教会船橋教会があり、同教団の千葉県内の教会は千葉教会と2箇所のみである[6]。

#### 東京都

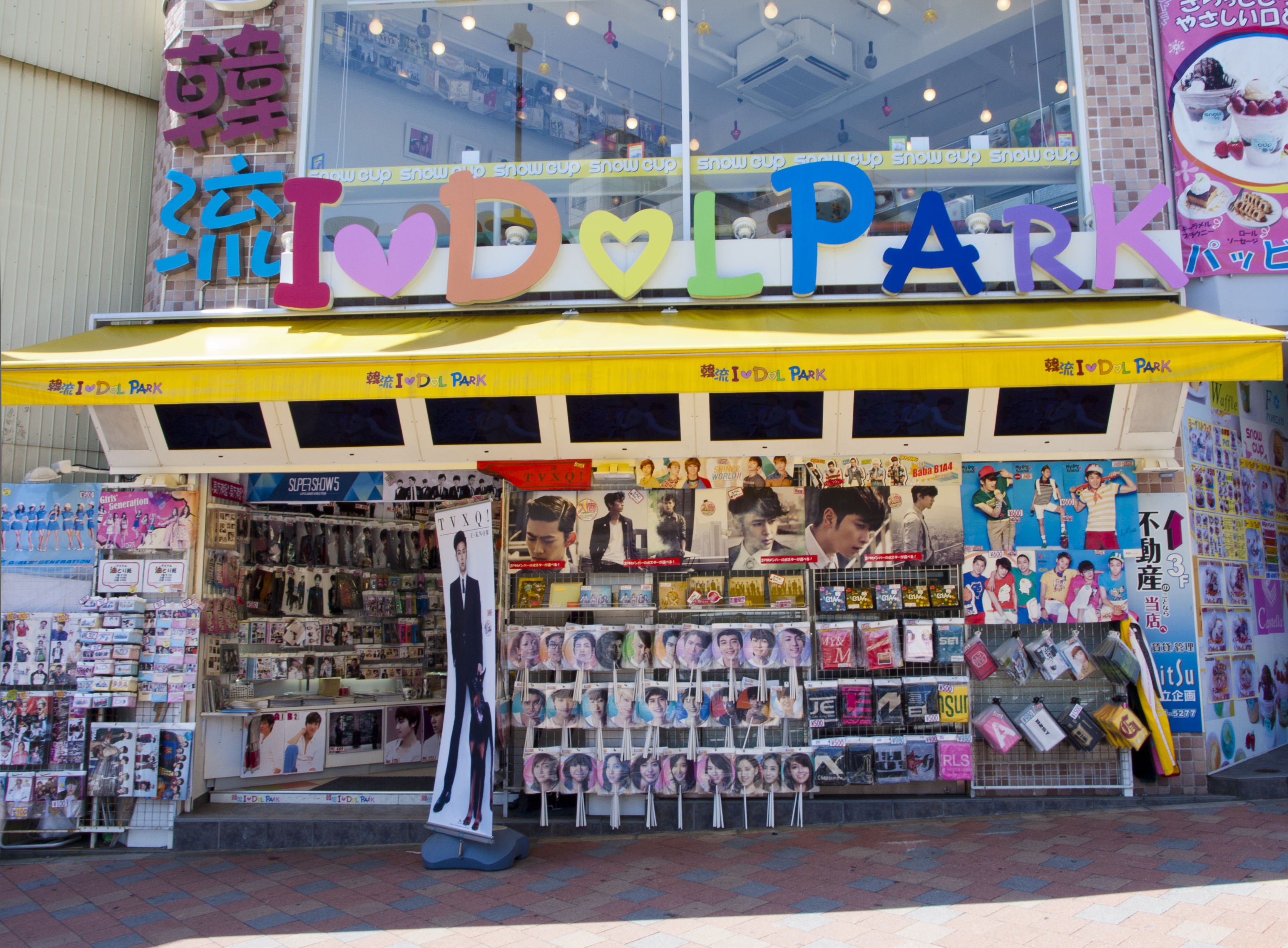
韓流アイドルショップ（新宿区大久保）

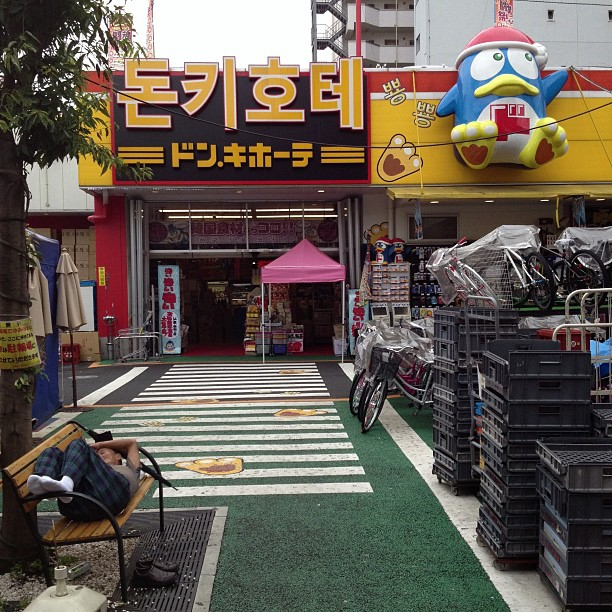
ハングルの看板を大きく掲げるドン・キホーテの店舗（新宿区大久保）

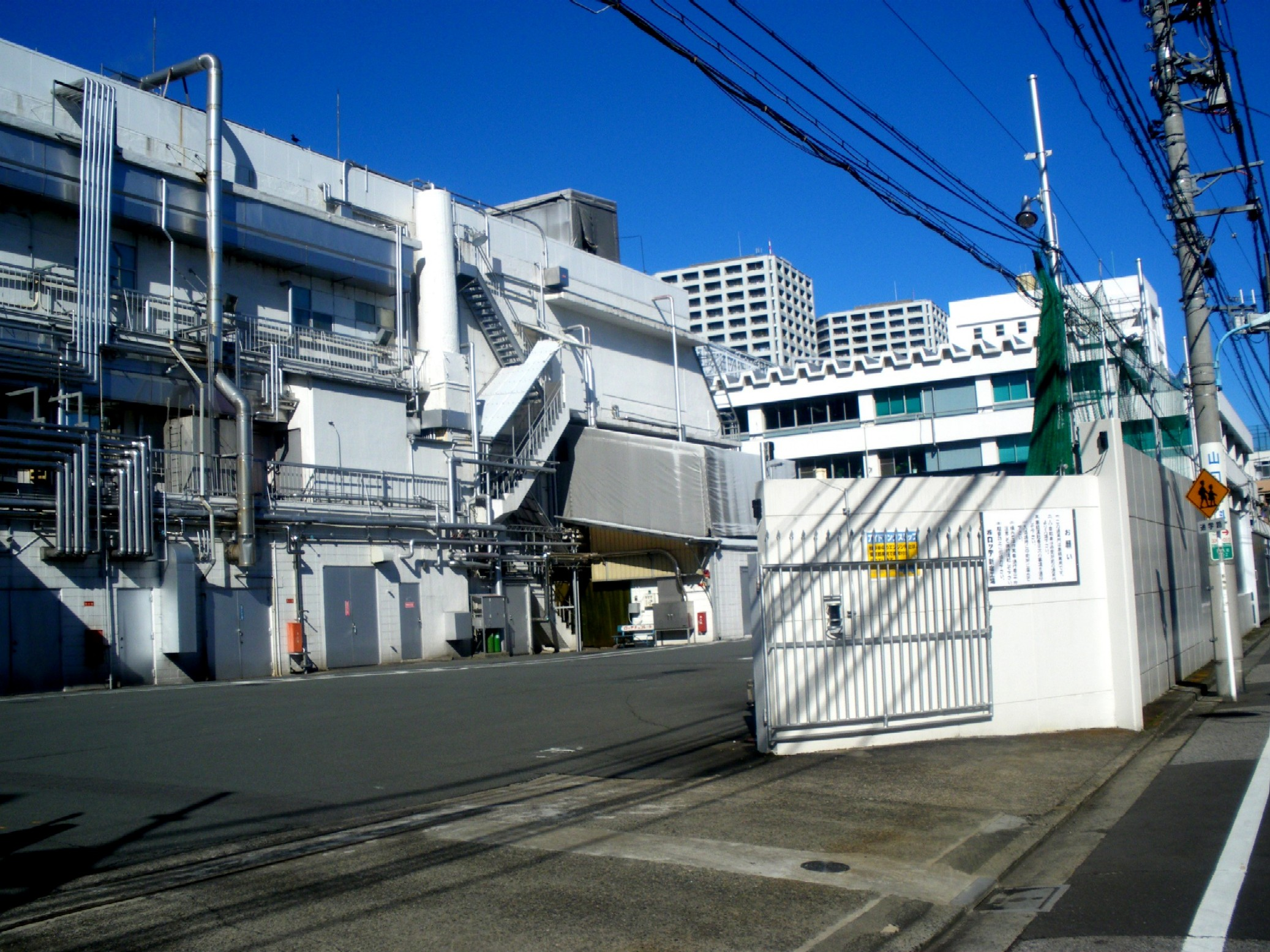
ロッテ新宿工場（新宿区百人町）
1950年に操業開始、2013年に閉鎖。ロッテ本社も置かれていた

東京のコリアンタウンは主に、戦前の日本統治時代に朝鮮半島から来た人達が基礎を築いたもの（三河島・西新井など）、戦後に闇市などで勃興した繁華街（東上野キムチ横丁・赤坂韓国人クラブ街・新大久保風俗街など）、戦後の混乱期に不法占拠の廃品回収業（通称・バタ屋）の人々が集住した地域、1990年代の入管法改正以降に増えたニューカマーにより変貌した街（錦糸町・小岩など）などがある。
- 港区：麻布・赤坂地域は、近隣に韓国大使館や韓国中央会館（在日本大韓民国民団本部）があることから政府関係者や在日韓国人が多く訪れる場所であり、それらをターゲットにした朝鮮料理店が多い。成立が新しく周辺が高級住宅街であるため、高級店が多いことが特徴。
- 新宿区：新大久保駅周辺の大規模なコリア・タウンを擁する。新宿区民に占める在日コリアンの比率は2.57パーセント[7][8]。2022年8月の統計によると約8900人[9]。
  - 新大久保：東京最大で日本有数のコリア・タウンといわれる[10]。大久保や百人町を中心に、戦後のニューカマーにより形成されたコリア・タウンである。新大久保は韓国有数の財閥に成長したロッテの創業地（1950年創業）であり、百人町のロッテ新宿工場にはかつて本社が置かれていた。ロッテ新宿工場は山手線の線路沿いにあり、新大久保駅と高田馬場駅の間で電車内からもよく見えた。ロッテ本社は現在も新宿区西新宿にある。大久保駅の南側にある百人町区営アパートは、東京五輪が開催された1964年に不法占拠住人の立ち退き用住居として建設された[5]。1990年代以降はニューカマーの流入によるコリア・タウン拡大が続き、大久保通りから職安通りにかけて数多くの韓国系商店が軒を連ねる一大コリア・タウンに発展した。現在は韓国グルメをはじめ、K-POPアイドルや韓国コスメなど韓流若者文化の発信地ともなっている。
  - その他の地区では、若松町には関東で唯一の韓国民団の韓国学校である東京韓国学校がある。若宮町には在日大韓基督教会の東京教会があり、同教団の東京での中心的な教会となっている[11]。
- 台東区：上野駅の南東と南西には、それぞれ小規模なコリア地区がある。
  - 第二次世界大戦終戦後、上野から在日韓国系・在日朝鮮系の闇市を合法的に締め出す目的で官民足並みを揃えて建てられた（当時としては）近代的ショッピングモール「近藤産業マーケット」に対抗する形で、韓国系の飲食店や商店が集まり形成された「国際親善マーケット（キムチ横丁）」という通りが上野駅南東の東上野にある。また、在日韓国・朝鮮人が多く経営するとされるパチンコ産業関連会社（遊技台メーカー等）も多い。戦前から続く在日韓国・朝鮮人の集住地区でもある。
  - 上野駅南西の歓楽街「仲町通り」のあるブロック（上野2丁目）の中ほどには、韓国系飲み屋が集中している路地がある。こちらはニューカマーによって作られたものである。キムチ横丁の在日韓国・朝鮮人と仲町通りのニューカマーとの間では、近接しているにもかかわらずあまり交流がない。
  - 浅草2丁目13・14番地の、古くから「浅草六区」と呼ばれる地区には、国際劇場の賑わいを目当てに数多くの在日韓国・朝鮮人が商店や飲食店を開業した。その名残りで古くから韓国系の焼肉店が固まる路地が存在する。現在も定住者が多く、のちに日本に帰化した人も多い。

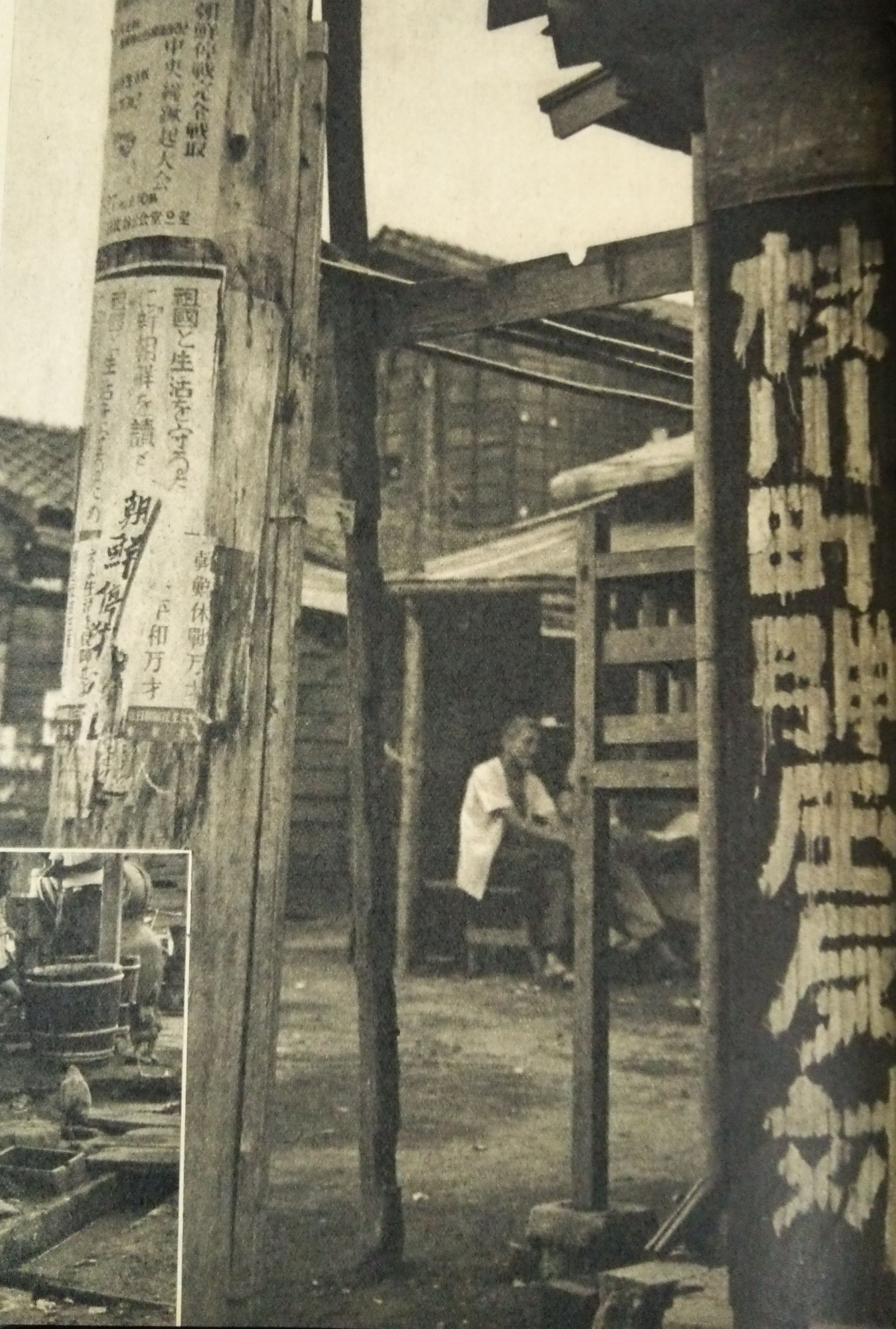
枝川のコリアタウン（「アサヒグラフ」1953年）

- 江東区：枝川では、1940年東京オリンピックと東京万博の開催権の返上を行った翌年の1941年、東京市が「環境整備」として住居を建設し、主に深川区内に不法住宅を構えて居住していた朝鮮人約1000人を移住させたことにより、コリア・タウンが形成された。枝川には東京朝鮮第二初級学校がある（中級部は閉校）。塩浜地区にもコリア・タウンというほどではないが定住者が固まった一角が存在する。また、枝川と同様の理由により、台東・墨田・江東区に住んでいた数千人規模の在日朝鮮人も強制的に移住させられた。
- 荒川区[12]：三河島（日暮里・荒川一帯）界隈は、日本統治時代の朝鮮からの移民が多く、皮革・油脂・肥料などの工場で働いた[5]。三河島駅あたりは戦後、工場街となった際に朝鮮人が出稼ぎにきたことで、周辺は東京有数のコリア・タウンとなった（現在は工場街のほとんどが消失している）。済州島出身者を中心としたコリアンが多く居住し、東京朝鮮第一初中級学校や在日韓国・朝鮮人団体の支部が設置されている。済州市と姉妹都市である。駅近くには戦後間もない1950年に始まった「朝鮮マーケット」があり、荒川仲町通りにも韓国人経営の店やアパートが立ち並ぶ[5]。荒川区内には在日大韓基督教会の教会が2箇所ある[13]。
- 足立区：東京23区内で、在日朝鮮人の人口が一時期最も多かったときもある[14]。2020年時点で23区内では新宿区に次いで2位となっている[15]。関原・本木・西新井一帯には、荒川放水路の建設労働者の飯場に起源を持つ朝鮮人集落が存在する。西新井は三河島に次いで日本統治時代の朝鮮からの移住者が多い地区であり、戦後は隅田川河川敷を不法占拠して暮らしてきた「バタヤ部落」から移り住んできた人々も加わり、スラム化したがその後バタヤ部落は消滅した[5]。関原・本木の朝鮮人集落では、スリッパやサンダルなどの部品を家内工業で製造するゴム製品製造業が賑わったこともある[16]。関連施設として、在日本朝鮮人総聯合会足立支部は本木に事務所を置いている。西新井本町には在日大韓基督教会西新井教会がある[17]。また、近隣地区に属する興野には東京朝鮮第四初中級学校がある。
- 墨田区：八広には木下川（きねがわ）と呼ばれる皮革産業地帯があり、皮革労働者や荒川放水路工事労働者の集落があった[5]。5丁目には東京朝鮮第五初中級学校がある[5]。錦糸町には駅南東に「花壇街」と呼ばれる繁華街があり、韓国スーパーや朝鮮料理店はじめ、外国人経営の店が多く立ち並ぶ[5]。
- 江戸川区：小岩中央通りを中心とした一帯に外国人経営の店が乱立し、新興コリアンタウンとしての色彩も濃い[5]。
- 北区：戦後、陸軍施設跡地に屑鉄集めのバタヤ部落や朝鮮学校が続々できあがり、十条台には朝鮮大学校に次ぐ規模の東京朝鮮中高級学校がある（最盛期には生徒数3000人にのぼった[5]）。朝鮮大学校も元は同一敷地で開校したが、1959年に小平市へ移転した。
- 板橋区：大山・大谷口には戦後、廃品回収を生業とするバタヤのスラムがあったが、区の住宅地区改良事業により一掃され、コリアン集住地の名残として東京朝鮮第三初級学校や闇市発祥の飲食街がある[5]。
- 世田谷区：池尻には太平洋戦争終戦後、陸軍駒沢練兵場の跡地に在日朝鮮人部落の世田谷郷が築かれた。当時の東京におけるスラムの1つで、生活保護受給者が多かった[18]。野砲兵第一聯隊の兵舎を転用した下馬2丁目の「東京世田谷韓国会館」などは現在も残っている。
- 調布市：関東大震災後、多摩川流域の土木工事に徴用された朝鮮人の末裔が多い[19]。多摩川2丁目には在日大韓基督教会の多摩地区唯一の教会となる東京調布教会がある[20]。調布市在住の漫画家・つげ義春は『近所の景色』（1981年10月初出）[注釈 1]で、多摩川の土手下（調布市多摩川）にかつてあった「朝鮮人集落」を舞台とした作品を書いている[21]。多摩川水害により家が流されて立ち退きを迫られる集落の住民らが登場し、つげにとっては文字通り「近所の景色」であった[21]。集落はその後撤去され、跡地は京王テニスクラブと住宅街となっているが、近辺には現在も韓国食材専門店などがみられる。つげは1967年にも在日朝鮮人を主人公とした作品『李さん一家』[注釈 2]を描いており、つげが当時住んでいた富士見町近辺の風景が登場する。
- なお多摩地域では前述の通り、日本国内の朝鮮学校の最高学府である朝鮮大学校が小平市小川町に所在するが、元は北区から移転してきたこと、全寮制で地域との交流が少ないこともあり、特にコリア・タウンは形成されていない。

#### 神奈川県
- 横浜市中区：中華街とその周辺（主に寿町界隈）はコリア系住民の集住地でもある。横浜橋通商店街をはじめとして伊勢佐木町北側、京急本線日ノ出町駅から黄金町駅にはタイ人街と隣接して韓国人街があり、在日本大韓民国民団横浜支部もその中にある。前者は比較的にオールドカマーが多いとされるが、福富町にはニューカマーが目立つ。福富町では2014年ごろから地元の商店街と韓人会が共同して「コリアタウン化構想」を打ち出し、東京の新大久保の活気を目指すという[22]。なお山手町に在横浜大韓民国総領事館がある。
- 川崎市：戦前から在住する在日韓国・朝鮮人が多い町。関東では東京に次ぐコリア系住民の集住地である。在日本大韓民国民団の支部が全国に先駆けて設置された。川崎区浜町3丁目・4丁目の通称「セメント通り」入口には「川崎コリアンタウン」と銘打ったゲートが建ち、朝鮮料理店や焼肉店が数件点在している[23]。なお、幸区戸手4丁目の多摩川右岸河川敷にあった集住地は、度重なる洪水後の治水工事と大規模マンション建設により[24]、姿を消した[25]。
- 小田原市：板橋の早川河川敷にはコリア系住民の集住地があった。現在も在日本大韓民国民団湘南西部支部が所在するが、住民の多くは転出し当時の面影はあまりない。

### 中部地方

#### 愛知県
- 名古屋市：中村区の名古屋駅西側の通称「駅裏地区」にはコリア系の住民や店が多く、中部地方最大のコリア・タウンを形成している。千種区今池のピアゴ周辺にもコリア系住民による飲食店や商店が軒を連ねる街区がある。また港区や南区といった南部の工業地帯にも、戦前から軍需工場などが集中していた関係でコリア系住民が多数生活しており、彼らが経営する飲食店などが集中している。他には春日井市や小牧市、清須市、豊川市などにも工廠など歴史的経緯からコリア系住民が多く住んでいる。

### 近畿地方
戦前は東京をしのぐほど経済が繁栄していたため、戦前・戦中・戦後の在日韓国・朝鮮人の中でも、古くからの戦前、戦中からの者が多く住む。

#### 京都府
- 京都市：南区東九条など、朝鮮系の住民や店が多い地区がある。東九条は映画『パッチギ!』の舞台となった。
- 宇治市：伊勢田町。詳細は「ウトロ地区」を参照。

#### 大阪府
| 鶴橋の焼き肉横丁とキムチの店（大阪市生野区）  |  | 鶴橋の焼き肉横丁とキムチの店（大阪市生野区） |
| 鶴橋の焼き肉横丁とキムチの店 （大阪市生野区） |  |                                              |

| 生野コリアタウンの御幸通商店街（大阪市生野区、旧猪飼野地区）  |  | 生野コリアタウンの御幸通商店街（大阪市生野区、旧猪飼野地区） |
| 生野コリアタウンの御幸通商店街 （大阪市生野区、旧猪飼野地区） |  |                                                              |

- 大阪市生野区：戦前からのコリアンの集住地で、大阪市生野区に18,344人（2024年現在）が居住し、日本最大のコリア・タウンを形成している。住民に占める在日コリアンの比率も14.44パーセントで[26]、日本のあらゆる行政区及び自治体の中で突出して最も高い数値を示している。近鉄・大阪環状線の鶴橋駅周辺には、韓国・朝鮮系の商店が大規模な市場をなしており、鶴橋駅周辺は済州島出身者・もしくはその子孫が多い。大阪市に編入された1925年以降、それまでの農村地帯や住宅地から中小企業の密集地帯へと発展していくが、同時期に大阪 - 済州島間の直行便が就航したことと、工事の際に働き口を求めて済州島から渡航者が殺到したという背景がある。
- 生野区コリア・タウンの中心部は旧猪飼野地区で、朝鮮式楼門を備えた御幸通商店街が異彩を放つ。戦後は、鶴橋・猪飼野という旧来のコリア・タウンの周縁部にあたる寺田町、巽、小路地区へとコリア・タウンが拡大し、特に近鉄今里駅の近くにある旧遊廓の今里新地は新大久保に似た新興コリア・タウンと化しつつある。隣接する東成区、東大阪市の他、浪速区、西成区などにもコリアンが多い。

#### 兵庫県
- 神戸市：主に長田区や中央区東部（旧葺合区）。これらとは別に、JR神戸線元町 - 神戸間の、「モトコー」と呼ばれる高架下商店街である元町高架通商店街は、当初はコリア系住民の商店が大半であった。また、長田区は、全国有数の焼肉店激戦地区で、本場韓国の味を再現した店も多い。
- 尼崎市：守部地区
- 高砂市：木曽町周辺
- 三木市：志染町広野（神戸電鉄広野ゴルフ場前駅周辺）
- 加古川市：別府町
- 伊丹市：中村。近接する桑津4丁目の市営住宅へ全員が転居。
- 姫路市：JR姫路駅南側、豊沢町・南畝町（のうねんちょう）など

### 中国・九州地方
戦前に、山口県下関市の下関港は関釜連絡船（現在の関釜フェリーの起源）が就航していた。また、福岡県の筑豊炭田では多くの在日韓国・朝鮮人が労働に従事していた。終戦を迎えたとき、下関港や博多港は在日韓国・朝鮮人送還の主要な出発港となったが、様々な原因によって在日韓国・朝鮮人が帰還できない・しない事態が発生したため、山口県や福岡県に多くの在日韓国・朝鮮人が滞留することとなった。
現在は、韓国との間に毎日就航のフェリー（下関港 - 釜山港、博多港 - 釜山港）、高速艇（博多港 - 釜山港）、航空路線（福岡空港 - ソウル・釜山）があり、空路・海路を通じて多くの韓国人が降り立っている。以上のような背景から、福岡県と山口県に在日韓国・朝鮮人、ニューカマー、韓国人観光客の三者が入り乱れることとなり、コリア・タウンの定義が難しい地域となっている。
なお、九州の在日コリアン人口数は福岡を除くと全国でも四国に次いで最小クラスである。

#### 山口県
- 下関市：下関駅北側一帯に多数の在日韓国・朝鮮人、コリア系日本人が居住する。下関駅の北向かい側のグリーンモール商店街は下関市のコリア・タウンの中心エリアで、在日コリアンの経営する焼肉店や韓国食材・雑貨を扱う店が軒を連ねることから「リトル・プサン」とも呼ばれる。毎月第3日曜日には朝市、毎年11月23日には「リトル釜山フェスタ」が開催されている[29]。また、商店街内の一部店舗では、大韓民国ウォン紙幣（1000、5000、1万ウォン）が使える[30]。

#### 福岡県
- 福岡市：博多区千代町地区や東区浜松町団地はコリア系住民の住居や商店が多い。2000年頃に市民団体を中心として、福岡市の博多埠頭に九州初のコリア・タウンを建設しようとする署名運動が行われたが頓挫した[31]。

## カナダ
カナダ政府は1967年に移民政策を緩和したため、韓国系移民が流入しはじめた。ただ1997年の香港返還前後に流入した中国系移民に比べるとそれほど多くはない。
- オンタリオ州トロント カナダ最大の韓国人居住区で2016年時点で7万1000人ほどの人口である[32]。ブロア通り（Bloor Street）沿いに韓国系住民向けの商店街があり、正式にコリアタウン（Korea Town、またはKoreatown）[33]と呼ばれる。
- ブリティッシュコロンビア州バンクーバー 中華系及びアジア系移民が多いことで有名な都市だが、市内のロブソン・ストリート沿いの、ニコラ・ストリートからデンマン・ストリートにかけての3ブロックには、朝鮮料理店が多く建ち並んでいる。また、郊外のノース・ロード沿い (バーナビー市とコキットラム市の市境である) に比較的大きな韓国系商店街がある。

## フランス
パリでは韓国大使館のある15区、特にエッフェル塔南側のラ・モット＝ピケ＝グルネル駅周辺界隈に韓国人コミュニティが多く形成され、朝鮮料理のレストランや韓国食材店などが多く連なる。またパリ・オペラ座付近の"日本人街"にも韓国食材店やレストランを兼ねる店も少なからず存在する。日本人コミュニティ用の日本語無料配布新聞にも、これらの韓国系店による日本語広告が多く見られる。それゆえ、日本料理店は混同や埋没を避けるためのイメージ向上策として、ジェトロにより日本料理の優良店に対しステッカーを配布することを2006年より始めた。

## ロシア・中央アジア
コリアンの移住は1860年代に帝政ロシアのもと、不毛地帯であったアムール川中流～下流域や沿海州に朝鮮からの開拓入植を許可されたことで始まったが、1937年のソビエト連邦内での少数民族強制移住政策の結果ウズベキスタンとカザフスタンにまとまったコリア・タウンが見られるようになった。

## 台湾
- 新北市永和区中興街

## フィリピン
- パンパンガ州アンヘレスは韓国人経営、韓国スタイルのバーなどが増えてコリアンタウン化している[34]。